# Kärcher
Kärcher SE & Co. KG (произн. Керхер) е германска семейна компания, производител на почистващо оборудване и системи, със седалище в Виненден, Баден-Вюртемберг. Kärcher се счита за световен пазарен лидер в този сегмент. Компанията е холдингово дружество, което към 2023 г. е представено в 82 страни чрез повече от 160 компании.
В компанията работят над 16 000 души в цял свят, а през 2023 г. приходите ѝ от продажби възлизат на 3,29 милиарда евро.

## История

### Началото в Щутгарт и военният период
През 1924 г., след като завършва Техническия университет в Щутгарт, Алфред Керхер (1901 – 1959) се присъединява към фирмата на баща си, която продава промишлено оборудване за готвене и пране в Щутгарт. През следващите години Алфред Керхер започва да разработва оборудване като електрически потопяеми нагреватели и тигелни пещи за промишлена употреба, които стават основа на собствената му компания. През 1935 г. той основава Alfred Kärcher Kommanditgesellschaft; баща му Емил е съдружник до смъртта си.
Един от първите търговски успехи е пещ със солна баня за енергоспестяващо закаляване и рафиниране на леки метали. Керхер, чиято компания по това време разполага с ограничени производствени мощности, продава патента за нея на Siebert GmbH във Франкфурт на Майн. До 1945 г. са продадени над 1200 единици от системата, предимно в авиационната промишленост.
Поради липса на място през 1939 г. 120 служители се преместват във Виненден, където оттогава е седалището на компанията.
От началото на Втората световна война компанията участва във военната промишленост и произвежда нагреватели за кабината и устройства за обезледяване на крилата и опашните части на самолетите на Luftwaffe. Още през 1934 г. Алфред Керхер разработва бензинови вентилатори за горещ въздух по поръчка на Lufthansa, които се използват за предварително загряване на самолетните двигатели през зимата, за да се улесни стартирането им. По време на Втората световна война тези мобилни нагреватели са използвани и от Вермахта за подгряване на двигателите, а в производството са използвани руски, полски и френски военнопленници.
В непосредствено следвоенния период Kärcher произвежда основно продукти като готварски печки, малки отоплителни печки, ръчни колички и ремаркета. По-късно се произвеждат и отопляеми бетонни кофражи и отоплители за свеж въздух, които са предназначени за възстановителни работи в разрушените от войната градове.

### 1950 – 1989: Ирене Керхер, интернационализация на компанията
През 1950 г. е създадено подразделението за почистващи технологии с разработването на първата европейска машина за почистване с гореща вода под високо налягане. От средата на 50-те до 70-те години на XX век производството на парогенератори за промишлеността и строителството е в центъра на вниманието на компанията, докато почистващата техника едва по-късно се превръща в основен сектор за генериране на приходи на Kärcher.
На 17 септември 1959 г. Алфред Керхер умира на 58-годишна възраст от сърдечен удар. Той оставя след себе си съпругата си Ирене Керхер (1920 – 1989) и двете им деца Йоханес и Сузане. След това Ирене Керхер поема отговорността за семейния бизнес. Под нейно ръководство приходите на компанията се увеличават със 70% през първата година. През 1962 г. в малко предградие на Париж е създадено първото търговско дружество извън Германия, последвано от други търговски дружества в Австрия и Швейцария.
През 60-те и 70-те години на XX век компанията разширява дейността си в международен план. По това време продуктовата гама на Kärcher включва строителни кофражи, детски играчки и катамарани, а от 1974 г. компанията се фокусира основно върху почистващите машини с високо налягане. През 1974 г. фирменият цвят е променен от син на жълт, а фокусът е изцяло върху почистващите препарати под високо налягане, които вече се произвеждат в жълт цвят. През 1975 г. Kärcher открива първата си производствена база извън Германия, в Бразилия. От края на 70-те години Kärcher изпълнява проекти за почистване на произведения на изкуството и исторически сгради по целия свят.
През 1989 г. Ирене Керхер почива след три десетилетия начело на компанията. След нейната смърт ръководството на компанията се поема от наетия вече ръководен екип. Децата и внуците на Алфред и Ирене Керхер продължават да участват в бизнеса, включително като членове на надзорния съвет.

### От 90-те години на XX век: Нови бизнес области, придобиване на други компании
През 90-те години на XX век Kärcher все повече навлиза в сферата на търговското почистване на подове и комуналната техника. В частния сектор на почистването компанията пуска на пазара различни уреди като прахосмукачки и парочистачки. През 2003 г. Kärcher пуска първия си напълно автономен почистващ робот за потребители, след което компанията се фокусира повече върху роботиката. В средата на първото десетилетие на XXI век Kärcher навлиза и в градинския сектор и започва да произвежда градински помпи.
В края на 2011 г. компанията закупува терена на бивша тухларна във Виненден, с което почти удвоява оперативната си площ. През септември 2012 г. старата тухларна е разрушена и започва строителството на разширение за Kärcher. През септември 2014 г. на мястото е открита нова офис сграда за 700 служители и сграда за провеждане на събития с капацитет до 800 души. От 2016 г. във Виненден функционира нов клиентски център.
От 2000 г. Kärcher инвестира в различни компании. В началото на 2011 г. придобива шведския доставчик на комунални технологии Belos. През 2017 г. създава собствена ИТ консултантска компания – Zoi TechCon GmbH. В края на септември 2019 г. Kärcher обявява, че е придобила всички търговски дялове на Max Holder GmbH в Ройтлинген, производител на комунални превозни средства и лозарски трактори. От януари 2021 г. Max Holder GmbH функционира в рамките на новосъздаденото дружество Kärcher Municipal GmbH. През 2020 г. Kärcher открива северноамериканската си централа в Аурора (Колорадо).
През 2022 г. на пазара е пусната първата автономна почистваща машина и сушилня за професионална употреба Kira.
В прегледа за 2024 г. на годишния списък на страните по брой на издадените патенти на WIPO Kärcher се нарежда на 10-о място в света, като през 2023 г. са публикувани 189 регистрации на образци на промишлен дизайн съгласно Хагската система.